# Sergueï Khorouji
Sergueï Sergueïevitch Khorouji (en russe : Серге́й Сергеевич Хоружий), né le 5 octobre 1941 à Skopine (oblast de Riazan) et mort le 22 septembre 2020, est un physicien soviétique puis russe, philosophe, théologien, traducteur en russe d'œuvres de James Joyce, parmi lesquelles Ulysse, mais aussi de philosophie et de théologie et sur les pratiques mystiques et ascétiques de l'hésychasme.

## Biographie
Le père de Sergueï Khorouji, pilote dans l'Arctique, militaire et partisan est tué en 1941, année de naissance de Sergueï. Sa mère Vera Kharoujaïa, est dirigeante au parti communiste. C'est une des leaders de la guérilla à Vitebsk, héroïne de l'Union soviétique. Elle est torturée et exécutée par les Allemands en 1942. Sergueï Khorouji est élevé dans la famille de parents de sa mère.

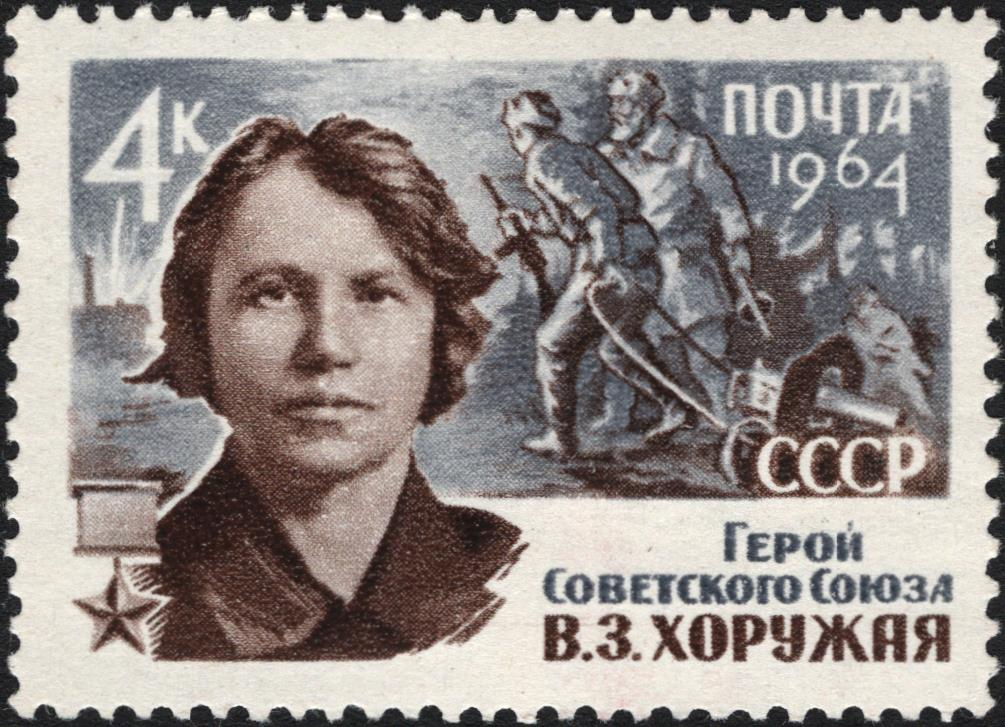
Timbre dédié à sa mère Vera Kharuzhaya, héroïne de l'URSS

En 1958, après avoir été diplômé de l'école secondaire à Moscou il entre à la faculté de physique de l'université d'État de Moscou. En 1964, il entre dans la section de physique quantique dirigée par Nikolaï Bogolioubov. Il est diplômé de l'Institut de mathématiques Steklov, après y avoir étudié sous la direction de Mikhaïl Polivanov (1930-1992). Sa thèse porte sur « Les problèmes de la théorie de la diffusion axiomatique ». Il collabore aux travaux de cet institut à partir de 1967. Il est docteur en science physique et mathématique depuis 1976. Le thème de sa thèse est « La théorie quantique des champs avec les règles de supersélection ».
Il est académicien de l'Académie russe des sciences naturelles depuis 1993, également professeur à l'Institut de philosophie de l'Académie des sciences de Russie, professeur du département d'étude comparative des traditions religieuses de l'Unesco, créateur et directeur de l'Institut d'anthropologie synergétique depuis 2005.
Il édite des travaux des philosophes Paul Florensky, Sergueï Boulgakov, Lev Karsavine et préside la Commission pour la diffusion du patrimoine philosophique des mêmes auteurs ainsi que d'Alexeï Lossev.
Il est connu comme traducteur et critique de nombreux ouvrages de l'écrivain irlandais James Joyce. Ensemble avec le traducteur Viktor Khinkis il traduit Ulysse, L'Épiphanie. Puis le récit et premier roman de Joyce Portrait de l'artiste en jeune homme. Également le recueil de nouvelles Les Gens de Dublin.
Il est professeur à l'École du nouveau cinéma de Moscou créée en 2012.
Il meurt le 22 septembre 2020. Ses funérailles sont célébrées le 25 septembre en l'église de la Trinité du  cimetière Piatnitskoïe où il est enterré ensuite.

## Activité scientifique

### Physique mathématique
- Sergueï Khorouji expose pour la première fois le système formel algébrique de la théorie quantique des champs.
- Dans le domaine de l'étalonnage de la physique des particules il développe la BRST quantization (en)

### Philosophie et théologie
Sergueï Khorouji est un auteur d'anthropologie synergique dans le domaine de la philosophie religieuse russe. Le principal domaine d'intérêt de son œuvre est la doctrine ascétique de l'Église d'Orient, dont la base est l'hésychasme et la « lutte de la pensée ». Sa métaphysique critique l'essentialisme et se rapproche de l'existentialisme. L'homme est une conjonction d'énergie et son modèle est, pour Khorouji, le dynamisme et l'ouverture. La grâce est perçue, quant à elle, comme une énergie non pas humaine mais divine. L'existence humaine est perçue aussi comme une synergie, c'est-à-dire comme une combinaison du naturel et du surnaturel. Le but de cette existence est la théosis comme transformation ontologique en vue de surmonter les frontières anthropologiques. La stratégie optimale pour le style de vie est l'ascèse, basée sur des pratiques spirituelles et l'élévation sur l'échelle de l'hésychasme. Khorouji s'intéresse aussi à la réalité virtuelle, qu'il considère comme une image de la réalité mais à un niveau insatisfaisant tel que celui de l'alcool ou des narcotiques donnant des états de transe et d'hallucination.

## Critiques négatives
Le comité de rédaction du compte-rendu de la conférence « Philosophie de la religion » (2011) représenté par le directeur de l'Institut de philosophie de l'Académie des sciences de Russie Vladimir Chokhine, par le directeur de la Faculté de philosophie de l'université de Moscou Abdoussalam Gousseïnov, par le doyen de cette même faculté Vladimir Mironov, remarque que l'ouvrage reprend tous les éléments de la « tradition philosophique et théologique chrétienne » sauf l'exposé de Sergueï Khorouji. Le comité souligne que son « fantasme bien connu » sur le thème de la « phénoménologie et l'hésychasme », est certainement digne d'intérêt comme objet d'analyse pour la recherche dans l'avenir sur « l'orthodoxie post-moderne », mais ne cadre pas avec le sujet de la conférence.

## Publications
- (ru) Liste des ouvrages dans le domaine de l'anthropologie[3].

### Monographies
- (ru) Mathématique/ Хоружий С. С. Введение в алгебраическую квантовую теорию поля. — М.: Nauka (éditeur). Глав. ред. физ-мат. лит-ры, 1986. — 304 с.
- (ru) Ascétisme /Хоружий С. С. Диптих безмолвия. Аскетическое учение о человеке в богословском и философском освещении. (Написан в 1978.) — М., Центр психологии и психотерапии, 1991. 136 с.
- (ru) Philosophie/ Хоружий С. С. После перерыва. Пути русской философии. — СПб.: Алетейя, 1994. — 448 с. —
- (ru) Ulysse de Joyce/ Хоружий С. С. «Улисс» в русском зеркале. — В кн.: Джойс, Джеймс| Джойс Дж. Собрание сочинений. В 3 т. Т. 3. М.: ЗнаК, 1994. —  (ISBN 5-8350-0036-7). — С.363—605.
- (ru) Mystique orthodoxe/Хоружий С. С. Синергия. Проблемы аскетики и мистики Православия. — М., 1995. — 368 с. —  (ISBN 5-87583-015-8)
- (ru) Ascétisme /Хоружий С. С. К феноменологии аскезы. — М.: Изд-во гуманитарной литературы, 1998. — 352 с. —  (ISBN 5-87121-016-3).
- (ru) philosophie/Хоружий С. С. Философия и аскеза. — Нью-Йорк, 1999.
- (ru) Florensky/Хоружий С. С. Миросозерцание Флоренского. — Томск: Водолей (издательство)|Водолей, 1999. — 160 с. —  (ISBN 5-7137-0117-4).
- (ru)Хоружий С. С. О старом и новом. — СПб.: Алетейя, 2000. — 480 с. —  (ISBN 5-89329-234-0).
- (ru) Hésychasme/ Хоружий С. С. Исихазм. Аннотированная библиография. Под общей и научной ред. С. С. Хоружего. — М.: Издательский Совет Русской Православной Церкви, 2004. —  (ISBN 5946250906).
- (ru) AntropologieХоружий С. С. Очерки синергийной антропологии. — М.: Институт философии, теологии и истории св. Фомы, 2005. — 408 с.
- (ru)Хоружий С. С. Опыты из русской духовной традиции. — М.: Изд-во Парад, 2005. — 448 с. —  (ISBN 5773400421).

### Articles
- (ru) Théologie orthodoxe Православно-аскетическая антропология и кризис современного человека // Богословская конференция Русской православной церкви «Учение церкви о человеке» Москва, г/к «Даниловский» 5-8 ноября 2001 г.

## Participation à des émissions de la télévision
- NTV (Russie), Alexandre Gordon, « Nouvelle anthropologie », 18 décembre 2003.
- Rossiya K, « James Joyce et son roman Ulysse », 4 février 2017.